# Torneo ATP de Estambul 2018
El TEB BNP Paribas Istanbul Open 2018 fue un torneo de tenis jugado en polvo de ladrillo al aire libre que se celebró en Estambul, Turquía, del 30 de abril al 6 de mayo de 2018. Fue la 4.ª edición del TEB BNP Paribas Istanbul Open, y es parte del ATP World Tour 250 series del 2018.

## Distribución de puntos
| Modalidad            | Campeón | Finalista | Semifinales | Cuartos de final | 2ª ronda | 1ª ronda | Clasificados | 2ª ronda de clasificación | 1ª ronda de clasificación |
| Individual masculino | 250     | 165       | 100         | 50               | 25       | 0        | 13           | 7                         | 0                         |
| Dobles masculino     | 250     | 150       | 90          | 45               | 20       | 0        | -            | -                         | -                         |

## Cabezas de serie

### Individuales masculino
| Tenista              | Ranking | Preclasificado |
| Marin Čilić          | 4       | 1              |
| Damir Džumhur        | 32      | 2              |
| Andreas Seppi        | 55      | 3              |
| Aljaž Bedene         | 57      | 4              |
| Paolo Lorenzi        | 66      | 5              |
| Viktor Troicki       | 71      | 6              |
| Jiří Veselý          | 78      | 7              |
| Nikoloz Basilashvili | 79      | 8              |

- Ranking del 23 de abril de 2018.[2]

### Dobles masculino
| Tenista                          | Ranking | Preclasificado |
| Ben McLachlan Nicholas Monroe    | 81      | 1              |
| Marcin Matkowski Divij Sharan    | 88      | 2              |
| Hans Podlipnik Andrei Vasilevski | 104     | 3              |
| Ken Skupski Neal Skupski         | 110     | 4              |

## Campeones

### Individual masculino
Taro Daniel venció a  Malek Jaziri por 7-6(7-4), 6-4

### Dobles masculino
Dominic Inglot /  Robert Lindstedt vencieron a  Ben McLachlan /  Nicholas Monroe por 3-6, 6-3, [10-8]